# Говард, Генри, граф Нортгемптон
Генри Говард (англ. Henry Howard; 25 февраля 1540, Шоттешем, Норфолк, Королевство Англия — 15 июня 1614, Лондон, Королевство Англия) — английский аристократ, 1-й граф Нортгемптон с 1604 года, член Тайного совета, кавалер ордена Подвязки. В течение всей жизни считался тайным католиком. Занимался благотворительностью, построил Нортумберленд-хаус в Лондоне и особняк в Одли-Энде, основал несколько больниц. Фрэнсис Бэкон включил три его высказывания в свои «Апофегмы». Посмертно графа обвиняли в причастности к убийству сэра Томаса Овербери.

## Биография
Генри Говард родился в 1540 году и стал вторым сыном Генри Говарда, графа Суррея (наследника титула герцога Норфолка), и его супруги Фрэнсис де Вер. Он принадлежал к одному из самых знатных семейств Англии. В 1547 году Суррей был казнён по обвинению в измене, и его дети потеряли права на семейные владения и титулы. До 1553 года они воспитывались в доме тётки, вдовствующей герцогини Ричмонд. Когда на престол взошла Мария I, Генри передали под опеку Джона Уайта, епископа Линкольна, а с 1556 года — епископа Уинчестера. Юный Говард изучал богословие, историю, философию, гражданское право; предположительно под влиянием Уайта он стал убеждённым католиком.
В 1558 году на престол взошла протестантка Елизавета I, троюродная сестра Говарда, которая взяла на себя заботу о кузене. 8 мая 1559 года Генри был восстановлен в своих правах, позже королева оплатила ему учёбу в Королевском колледже Кембриджского университета. В 1564 году Говард получил степень магистра искусств в Кембридже, в 1568 — такую же степень в Оксфорде. Он стал обладателем репутации весьма учёного человека. Из-под его пера даже вышел трактат по философии (1568), который, однако, остался неопубликованным. Ходили слухи, будто Говард собирается стать священником в расчёте на архиепископскую кафедру в Йорке.
Приблизительно в 1570 году Говард появился при дворе, где рассчитывал сделать карьеру. Однако в 1572 году его старший брат Томас, получивший к тому времени герцогский титул, был казнён за измену. Генри тоже заподозрили в причастности к заговору, арестовали и подвергли допросам, но он смог оправдаться. В последующие годы молва утверждала, что Томаса погубили плохие советы брата. Генри удалился в семейные поместья, где воспитывал осиротевших племянников. Он долго переписывался с находившейся в заключении Марией Стюарт, чем дал основания для новых подозрений. Эдуард де Вер, 17-й граф Оксфорд, в 1582 году обвинил Говарда в тайной принадлежности к католической церкви и изменнических планах, тот был арестован, потом освобождён, но вскоре оказался во Флитской тюрьме, где терпел, по его словам, «крайне жестокое обращение».
После освобождения Говард уехал на время в Италию. В 1587 году он снова был на родине, годом позже ему не разрешили вступить в армию, формировавшуюся из-за приближения к английским берегам испанской «Непобедимой армады». Говард принадлежал к окружению графа Эссекса, но в его восстании 1601 года не участвовал. Он вёл переписку с королём Шотландии Яковом VI, после его восшествия на английский престол стал членом Тайного совета (1603), лордом-смотрителем Пяти портов (1604), получил титулы барона Говарда из Марнхалла, Дорсетшир, и графа Нортгемптона (13 марта 1604). В 1605 году граф стал кавалером ордена Подвязки и лордом-лейтенантом Норфолка (1605—1614), в 1608 — лордом-хранителем Малой печати, в 1613 — лордом-казначеем.
Говард имел репутацию человека беспринципного. Он был в числе судей, приговоривших к смертной казни Уолтера Рэли и Генри Брука, 11-го барона Кобема (1603), участников Порохового заговора (1605), католического священника Генри Гарнета (1606). В своей речи, произнесённой во время суда над Гарнетом, граф резко раскритиковал папство и позже попросил за это прощения у кардинала Беллармайна, написав, что в глубине души он католик. Говард заседал в комиссии, занимавшейся высылкой из Англии «папистов», он участвовал в заключении мира с Испанией и получил за это пенсию от Филиппа III. Чтобы приблизиться к Якову I, граф поддержал расторжение брака своей племянницы Фрэнсис с графом Эссексом ради замужества с королевским фаворитом Робертом Карром. Выступавший против этого Томас Овербери был по настоянию сэра Генри отправлен в Тауэр, где умер от яда (1613).
Граф умер 15 июня 1614 в возрасте 64 лет и был похоронен в часовне Дуврского замка. Годом позже, когда суд признал факт убийства Овербери, враги сэра Генри пытались обвинить его в соучастии, но не смогли представить веские доказательства. Поскольку граф умер холостяком, его титулы вернулись короне.